# Anton Goloțuțkov
Anton Goloțuțkov (în rusă Антон Голоцуцков; n. 28 iulie 1985, Seversk, RSFS Rusă, URSS) este un gimnast artistic ce a reprezentat Rusia, medaliat olimpic. A participat la două ediții ale Jocurilor Olimpice (2004, 2008) în care a câștigat două medalii de bronz.